# 岩古良春
岩古 良春（いわこ よしはる、1950年11月 - ）は、日本の実業家。タリーズコーヒージャパン代表取締役社長を務めた。

## 人物・経歴
東京都出身。1974年國學院大學経済学部経済学科卒業、伊藤園入社。伊藤園には営業職として勤務し、千葉管理地区部長、商品部長を経て、2007年タリーズコーヒージャパン取締役営業本部長。2008年タリーズコーヒージャパン常務取締役。2010年タリーズコーヒージャパン専務取締役。2016年からタリーズコーヒージャパン代表取締役社長を務め、大阪城公園駅前店などの新規店舗開設等にあたった。2018年タリーズコーヒージャパン取締役相談役。